# Tagetes minuta
Tagetes minuta, conocida comúnmente como huacatay, huacataya, chinchilla y suico,  es una especie del género Tagetes nativa de Sudamérica y que ha sido introducida en varias partes del mundo.

## Descripción

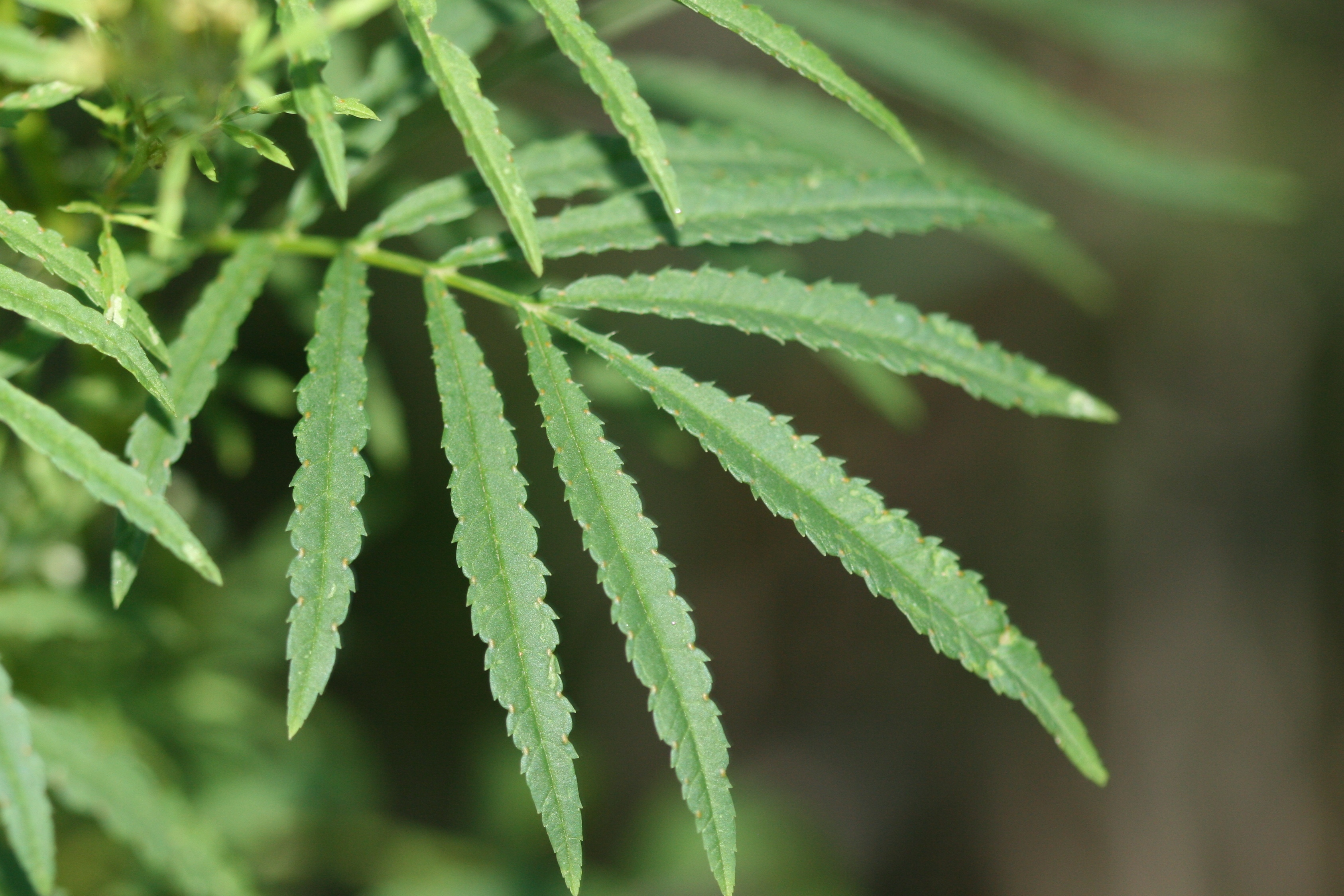
Hojas

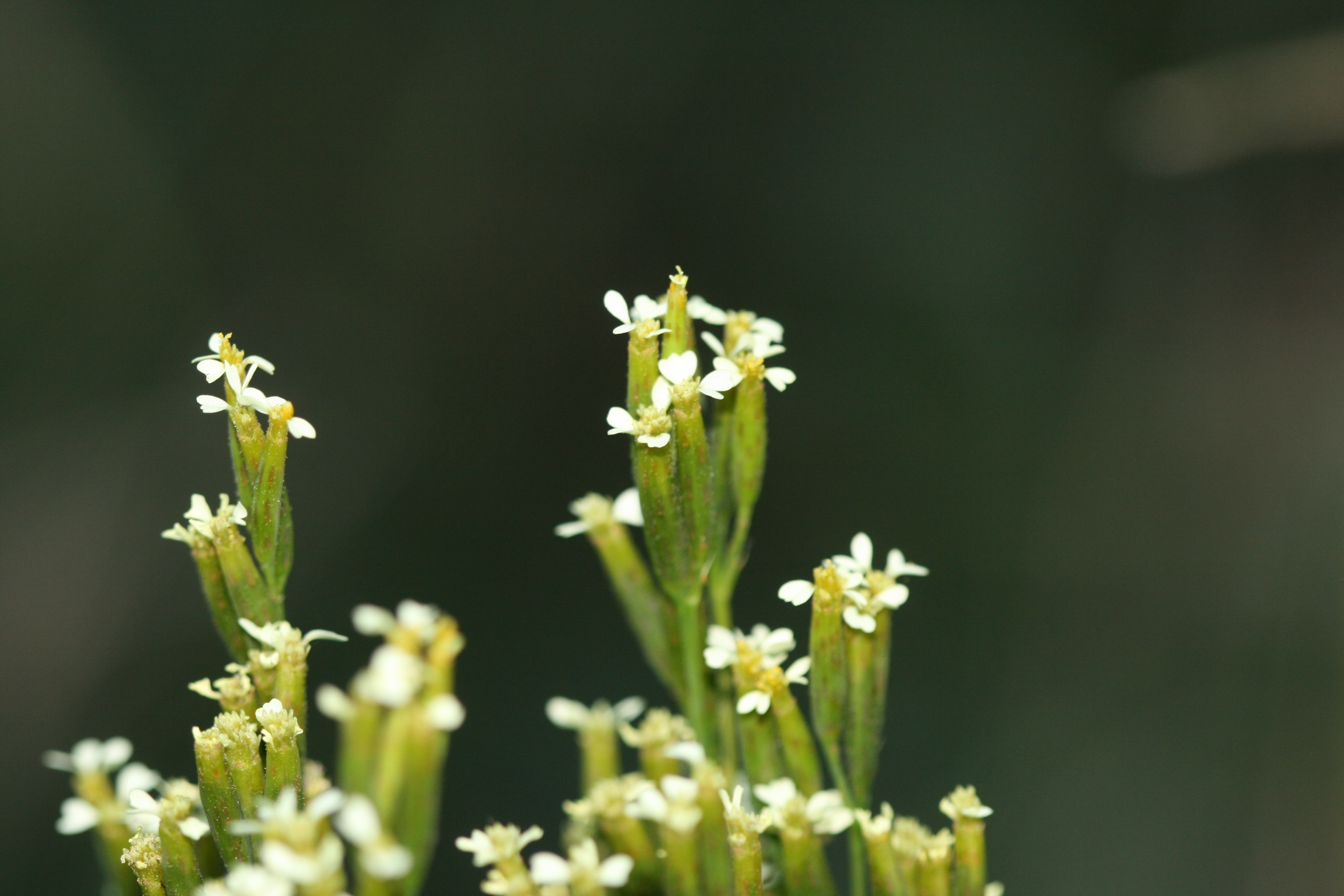
Flores

Es una hierba anual de la familia de las asteráceas. De porte erecto, puede alcanzar más de 2 metros de altura; tiene hojas lanceoladas, dentadas y un olor fuerte.

## Distribución
Es originaria de los pastizales templados y las regiones montañosas del sur de Sudamérica, incluidos los países andinos de Bolivia, Chile, Ecuador, Perú y en parte del Paraguay y Argentina. En el Perú se distribuye en la costa, la sierra y la selva, en Bolivia en los Yungas y valles altos, en Argentina se encuentra en estado silvestre en la provincia de Jujuy y en Ecuador en los valles interandinos. Hoy ha sido introducida en Norteamérica, Europa, África, Asia y Oceanía, considerándose una planta invasora, siendo su presencia persistente en cultivos, pudiendo además causar irritación de la piel en trabajadores agrícolas.

## Taxonomía
Tagetes minuta fue descrita por Carlos Linneo y publicado en Species Plantarum 2: 887. 1753.
Etimología
Tagetes: nombre genérico que proviene de la mitología etrusca Tages.
minuta: epíteto latíno que significa "pequeña".
Sinonimia
- Tagetes bonariensis Pers.
- Tagetes glandulifera Schrank
- Tagetes glandulosa Schrank ex Link
- Tagetes porophyllum Vell.
- Tagetes tinctoria Hornsch.[10]

## Importancia económica y cultural
El huacatay puede ser usado como pesticida (nematicida). Se le atribuyen propiedades medicinales como digestivo, carminativo y antiabortivo. La infusión de sus hojas se usa para aliviar los dolores gástricos y la decocción de sus flores y hojas frescas para aliviar los catarros y bronquitis. De sus hojas se extrae un aceite esencial utilizado en perfumería y aromaterapia. 

### Uso gastronómico

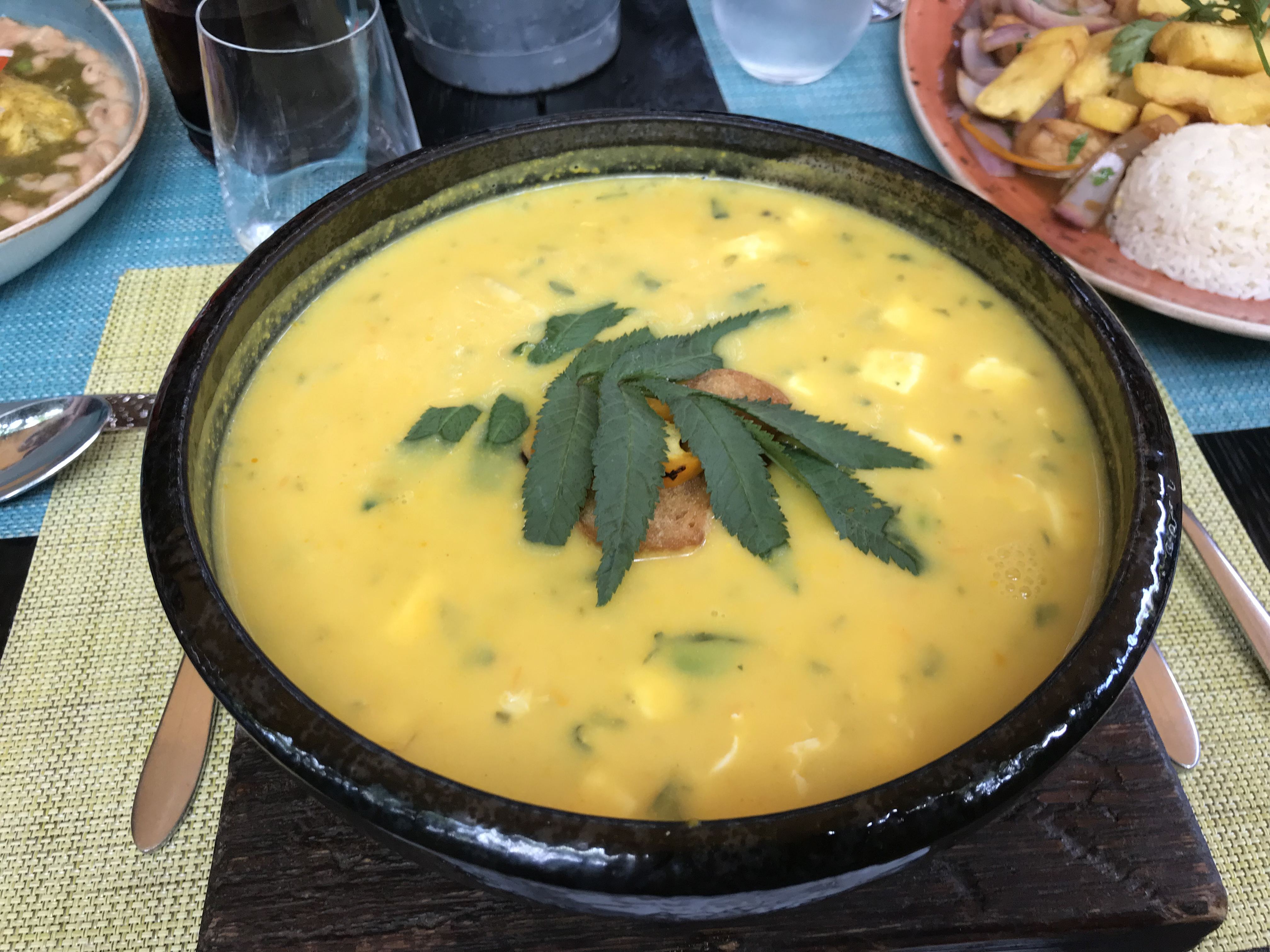
Chupe peruano de pescado, decorado con una hoja es de huacatay.

Se usa en la gastronomía peruana como condimento en la preparación de comidas, tales como anticucho, guisos y asados. Es junto al chincho (Tagetes elliptica) una de las hierbas aromáticas indispensables para la pachamanca y uno de los componentes del aderezo del pollo a la brasa. Además es básico para la elaboración de salsas, como la crema de huacatay, el qapchi ayacuchano  y la ocopa, una salsa de ají amarillo y maní típica de la región de Arequipa que se sirve sobre papas cocidas, al igual que la papa a la huancaína. 
En la gastronomía boliviana es ampliamente utilizada en algunas variantes de la llajua así como en la preparación de queso humacha plato típico consistente en papas y mazorcas de maíz cocidos y bañados en una salsa de queso y hierbas aromáticas que tradicionalmente se sirve en Semana Santa.

## Nombres comunes
- En Argentina se le conoce como chinchilla,[13] también llamada amores secos, chil chil, floramar, manzanilla silvestre, margarita, quenchiué, quinquilla, suico, suique, suiquillo.[14]
- En Bolivia como wacataya; en aimara se designa como chiqchipa.[15]
- En Chile se le conoce como quinchihue, nombre que proviene del mapudungún kinchiw.
- En Ecuador se la conoce como asnayuyo.
- En España se le conoce como chinchilla o menta americana.[16]
- En Paraguay se le denomina suico.[5]
- En el Perú se le conoce como chinchu,[17] huacataya, huacatay y huatacay (en Arequipa).[16] Provienen del vocablo quechua wakatay.[18][16]
- En Uganda se le conoce como kawunyira en idioma luganda.[19]